# 그리월드 대 코네티컷 사건
그리월드 대 코네티컷 사건(Griswold v. Connecticut)은 미국 연방대법원의 유명 판례이다. 헌법상 자기결정권으로서 프라이버시권을 인정한 판례이다. 주가 결혼한 부부의 피임에 대한 접근을 부인할 수 없다고 하였다.

## 같이 보기
- 마거릿 생어